# ضغط مطلق
الضغط المطلق هو قياس الضغط الذي يؤخذ من الصفر المطلق، أي أنه يقيس الضغط بطريقة تعتبر جميع الضغوط المحيطة والإضافية المحسوبة. 
يُعتبر الضغط المطلق القيمة المطلقة للضغط في نظام معين دون التأثيرات الناتجة عن الضغط الجوي أو أي ضغوط أخرى.
يُستخدم الضغط المطلق في العديد من التطبيقات، مثل علوم الهندسة والفيزياء وعلوم الأرض، حيث يكون من المهم معرفة الضغط الفعلي في الظروف المحيطة بالنظام المدروس. يمكن حساب الضغط المطلق عن طريق جمع الضغط الجوي (الضغط النسبي) مع الضغط الغير جوي (الضغط المقاس).